# 李賦秀
李賦秀（1551年—？），字汝毓，號雲岩，陝西延安衛人，官籍，明朝政治人物。同進士出身。

## 生平
萬曆七年（1579年）己卯科陕西鄉試十六名，萬曆十四年（1586年）丙戌科會試三百三十七名，登三甲第二百二十名進士。都察院观政，十五年四月任河南汲县知县，致仕。二十一年降山西廣昌典史，二十二年升盐山知县，丁憂歸。二十八年補高邑县教谕，三十年升國子監助教，三十三年京察。三十九年起升南大理寺右評事，四十一年升右寺正，四十四年升至瑞州府知府，四十七年考察。

## 家族
曾祖李溫，曾任典寶；祖父李際昌，曾任縣丞；父李學書，曾任國子生。母戴氏。慈侍下。兄賦愚（知州）、賦直（長史）、賦訥（监生）、賦蒙（武進士）、賦才（监生）；弟賦俊（庠生）、賦傑（庠生）、賦英。